# Giovanni Zangrando
Giovanni Zangrando (Trieste, 1867 – 15 settembre 1941) è stato un pittore italiano.

## Biografia
Suo padre era falegname e la mamma levatrice. Con un piccolo stipendio dell'Associazione Italiana di Beneficenza, a partire dal 1883 studiò per cinque anni presso l`Accademia di belle arti di Venezia, guidata da Pompeo Marino Molmenti, lavorando durante gli studi come disegnatore presso un architetto.
Dal 1888 passò all'Accademia delle belle arti di Monaco di Baviera, con Nikolaos Gysis.
Tornato a Trieste, lavorò come ritrattista e, insieme al pittore Guido Grimani, aprì una scuola di pittura. Nel periodo 1902–1904 visitò Vienna, Praga, Parigi, Bruxelles e Londra. Nel 1906 sposò la sua modella, Miete Schmidt. Espose a Venezia, Firenze, Arezzo, Vicenza, Torino, alla Galleria Bauer di Monaco in una mostra organizzata da Gino Parin e in diverse città europee. Tra i quadri da lui dipinti anche un ritratto della duchessa Sophie Hohenber, moglie dell'arciduca Francesco Ferdinando, erede al trono dell'Impero d' Austria-Ungheria. Per dipingere l'opera Zangrando si recò a più riprese in Boemia nel Castello di Konopiště.
Essendo cittadino italiano, allo scoppio della prima guerra mondiale dovette fuggire con la moglie e il figlio Tullio in Toscana.
Dal 1922, quasi ininterrottamente fino al 1938 espose le sue opere in una galleria permanente a Trieste e visse nella sua villa nel quartiere triestino di Scorcola. Espose a quasi tutte le sindacali e fu presente più di una volta alla Biennale.
Trieste gli dedicò una mostra postuma presso la Galleria Michelazzi nel 1942. Sue opere sono conservate a Trieste presso il Museo Revoltella e altri musei comunali a Gorizia presso i Musei provinciali, che gli hanno dedicato una personale nel 2015.